# Gillette (Wyoming)
Gillette è una città degli Stati Uniti d'America, capoluogo della Contea di Campbell dello Stato del Wyoming. La sua popolazione nel 2022 era di 33 264 abitanti, dato che la rende la quarta città dello Stato per popolazione. Gillette è una cittadina situata in una posizione strategica vista la vicinanza con importanti giacimenti di carbone, petrolio e di gas metano; per questo motivo la città è detta anche Energy Capital of the Nation, ossia "Capitale energetica della nazione".

## Geografia fisica
Secondo i rilevamenti dello United States Census Bureau, la città di Gillette si estende su una superficie di 34,7 km², dei quali 34,6 km² sono occupati da terre, mentre 0,1 km² sono occupati da acque.

## Popolazione
Secondo il censimento del 2000, a Gillette vivevano 19.646 persone, ed erano presenti 5.113 gruppi familiari. La densità di popolazione era di 567 ab./km². Nel territorio comunale si trovavano 7.931 unità edificate. Per quanto riguarda la composizione etnica degli abitanti, il 95,50% era bianco, lo 0,20% era afroamericano, lo 0,96% era nativo, lo 0,42% proveniva dall'Asia e lo 0,10% proveniva dall'Oceano Pacifico. L'1,31% della popolazione apparteneva ad altre etnie e l'1,51% a due o più. La popolazione di ogni etnia ispanica corrispondeva al 3,94% degli abitanti.
Per quanto riguarda la suddivisione della popolazione in fasce d'età, il 30,2% era al di sotto dei 18, il 10,7% fra i 18 e i 24, il 31,7% fra i 25 e i 44, il 21,4% fra i 45 e i 64, mentre infine il 6,1% era al di sopra dei 65 anni di età. L'età media della popolazione era di 32 anni. Per ogni 100 donne residenti vivevano 103,2 maschi.